# (6212) 1993 MS1
(6212) 1993 MS1 là một tiểu hành tinh vành đai chính. Nó được phát hiện bởi Michael Nassir ở Đài thiên văn Palomar ở Quận San Diego, California, ngày 23 tháng 6 năm 1993.